# Bad Apple!!
 (octobre 2024).
Si vous disposez d'ouvrages ou d'articles de référence ou si vous connaissez des sites web de qualité traitant du thème abordé ici, merci de compléter l'article en donnant les références utiles à sa vérifiabilité et en les liant à la section « Notes et références ».
Bad Apple!! est une musique de jeu vidéo composée par ZUN pour le jeu Lotus Land Story de la franchise Touhou Project.

## Clip
En 2008, un appel d'offres est lancé pour animer un vidéoclip. Le célèbre clip en noir et blanc deviendra par la suite un mème, notamment par ses très nombreuses reprises sur différents logiciels. Considéré comme une forme de Hello world, le clip est devenu un moyen de tester les limites de la capacité d'affichage de n'importe quel appareil ou logiciel avec interface graphique. Un idiome populaire dit à ce sujet: « Doom pour le matériel, Bad Apple!! pour le logiciel ». 

## Dans la culture populaire
Lors de l'évènement r/place de 2023, le clip est représenté sur la fresque. Ce même clip est d'ailleurs repris dans de nombreux remix, le but étant de reproduire ce même clip de la manière la plus improbable (sur une croix de pharmacie, sur une calculatrice graphique ou dans une simulation de fluide par exemple).